# Sven Lindqvist (författare)
Sven Oskar Lindqvist, född 28 mars 1932 i Stockholm, död 14 maj 2019 i Stockholm, var en svensk författare med professors namn.

## Biografi
Lindqvist blev 1966 filosofie doktor och docent i litteraturhistoria vid Stockholms universitet med en avhandling om Vilhelm Ekelund samt utnämndes till hedersdoktor vid Uppsala universitet 1979. Han studerade i Peking och var kulturattaché där 1961–1962 samtidigt som amerikansk underrättelsetjänst förgäves försökte värva honom.
Lindqvist publicerade 35 böcker i olika genrer, mestadels dokumentärt essäer, dokumentär prosa, reseberättelser och reportage. Han blev känd för sina böcker om Afrika, Kina och Latinamerika och hans senare böcker tog upp europeisk imperialism, kolonialism, rasism och krig. Han förde ofta fram provokativa teser, till exempel i Utrota varenda jävel där han argumenterade för att andra världskriget och Förintelsen i många avseenden var en fortsättning på processer som inletts med europeisk imperialism och rasism. Utmärkande för Lindqvists författarskap är genreblandningen  och den undersökande intrigen. Stoffet är vanligen självbiografiskt  och framställningen i jag-form. Stilen är utpräglat litterär  men syftet är alltid att förmedla kunskap och väcka insikt. I  Myten om Wu Tao-tzu (1967) och Utrota varenda jävel (1992)  löper litterära och historiska undersökningar av imperialismens  och rasismens fasor parallellt med jagets resor i Asien och Afrika. Han var medarbetare på Dagens Nyheters kultursida sedan 1951.
Hans böcker har översatts till engelska, franska, tyska, spanska, italienska och flera andra språk. Utrota varenda jävel och En älskares dagbok finns upptagna i boken Tusen svenska klassiker. 
Lindqvist var upphovsman till den ursprungliga idén till Litteraturbanken, eftersom han vid sina många och långväga resor ofta saknat tillgång till den svenska litteraturen.
Lindqvist var 1956–1986 gift med Cecilia Lindqvist, född Norman, och var därefter gift med Agneta Stark. Sven Lindqvist är begravd på Maria Magdalena kyrkogård på Södermalm i Stockholm.

## Böcker
- Ett förslag (1955, nyupplaga 1961, 1981)
- Handbok (1957, nyupplaga 1965)
- Reklamen är livsfarlig: en stridsskrift. Stockholm: Bonnier. 1957, nyupplaga 2001. Libris 8072031. http://fulltext.libris.kb.se/isbn/99-6800124-4.pdf
- Hemmaresan (1959)
- Praktika (1962)
- Kina inifrån (1963) (tillsammans med Cecilia Lindqvist)
- Asiatisk erfarenhet (1964) (tillsammans med Cecilia Lindqvist)
- Dagbok och diktverk (1966)
- Myten om Wu Tao-tzu (1967) (2013)
- Slagskuggan (1969)
- Självklara saker (1970)
- Jord och makt i Sydamerika (1973)
- Jordens gryning – Jord och makt i Sydamerika del II (1974)
- Arbetsbyte (1976)
- Lägenheter på verkstadsgolvet (1977)
- Gräv där du står (1978)
- Hamiltons slutsats (1980)
- Kina nu - vad skulle Mao ha sagt? : ett reportage (1980) (tillsammans med Cecilia Lindqvist)
- En älskares dagbok (1981)
- En gift mans dagbok (1982)
- En underjordisk stjärnhimmel (1984)
- Elefantens fot (1985)
- Bänkpress (1988)
- Ökendykarna (1990)
- Av nyfikenhet öppnade jag dörren i muren (1991)
- Livstidsmänniskan (1992)
- Utrota varenda jävel (1992), i fulltext hos Litteraturbanken
- Arbete & kärlek (1995)
- Antirasister (1995)
- Nu dog du: Bombernas århundrade (1999)
- Framtidslandet (2000)
- Terra nullius – en resa genom ingens land (2005)
- Fadern, sonen och den heliga motorcykeln (2006)
- Avsikt att förinta (2008)
- Sanningskonst (2018) (Tillsammans med Stefan Jonsson)

## Priser och utmärkelser
- 1957 – Albert Bonniers stipendiefond för yngre och nyare författare
- 1958 – Boklotteriets stipendiat
- 1967 – Svenska Dagbladets litteraturpris
- 1969 – Doblougska priset
- 1969 – Stora journalistpriset
- 1973 – Litteraturfrämjandets stora pris
- 1990 – Regeringens utmärkelse Professors namn[6]
- 1993 – Aniarapriset
- 1999 – Lotten von Kræmers pris
- 2000 – Kellgrenpriset
- 2008 – Svenska Akademiens essäpris
- 2011 – Ivar Lo-priset
- 2012 – Jan Myrdals stora pris – Leninpriset[7]